# Paddy Pimblett
Paddy Mark Pimblett (ur. 3 stycznia 1995 w Liverpoolu) – angielski zawodnik mieszanych sztuk walki (MMA) wagi lekkiej oraz piórkowej. Od 2021 roku zawodnik UFC. Były mistrz Cage Warriors w wadze piórkowej.

## Wczesne życie
Urodził się 3 stycznia 1995 roku. Dorastał w Huyton. Uczęszczał do szkoły podstawowej św. Małgorzaty Marii i katolickiego liceum im. Kardynała Heenana.  Zainspirowany walką Diego Sancheza z Clayem Guidą, która odbyła się podczas finału The Ultimate Fighter 9 zaczął trenować mieszane sztuki walki w wieku 14 lat, dołączając do klubu Next Generation MMA. Wkrótce potem zdecydował, że będzie zawodowo konkurował w tym sporcie.

## Kariera MMA

### Wczesna kariera
Pimblett zadebiutował w zawodowym MMA w 2012 roku, w wieku 17 lat, notując bilans 3–0, zanim rok później podpisał kontrakt z Cage Warriors. W 2016 roku zdobył tytuł mistrza wagi piórkowej Cage Warriors, pokonując Johnny’ego Fracheya na Echo Arenie w Liverpoolu i obronił go raz w walce z Julianem Erosą. W kwietniu 2017 roku przegrał walkę z Nadem Narimanim i przeszedł do wagi lekkiej. Po zwycięstwie zawalczył o pas wagi lekkiej Cage Warriors, przegrywając jednogłośną decyzją z Sørenem Bakiem. Po dwóch kolejnych zwycięstwach w organizacji podpisał kontrakt z Ultimate Fighting Championship. Wcześniej odrzucił dwie umowy z UFC, otrzymując lepsze oferty finansowe od Cage Warriors.

### UFC
W debiucie dla amerykańskiej organizacji zmierzył się przeciwko Luigiemu Vendramini 4 września 2021 roku na UFC Fight Night 191. Wygrał walkę przez nokaut w pierwszej rundzie. Ta walka przyniosła mu pierwszy bonus w kategorii występ wieczoru. W październiku 2021 roku podpisał umowę reklamową z amerykańską witryna blogową Barstool Sports o wartości ponad 1 000 000 USD.
W drugiej walce dla UFC skrzyżował rękawice z Meksykaninem, Rodrigo Vargasem na UFC Fight Night 204. Wygrał walkę przez poddanie w pierwszej rundzie. Dzięki temu zwycięstwu otrzymał swoją drugą z rzędu nagrodę za występ wieczoru. Później ujawnił, że zarobił 12 000 $ za zrobienie show i 12 000 $ za wygraną.
Następnie doszło do jego walki z Jordanem Leavittem, która miała miejsce 23 lipca 2022 na gali UFC Fight Night: Blaydes vs. Aspinall. Wygrał przez poddanie duszeniem zza pleców w drugiej rundzie. To zwycięstwo przyniosło mu nagrodę za występ wieczoru.
10 grudnia 2022 zmierzył się z Jaredem Gordonem na UFC 282. Wygrał walkę kontrowersyjną, jednogłośną decyzją sędziów. 23 z 24 ekspertów i przedstawicieli mediów przyznało zwycięstwo Gordonowi.
Po ponad roku powrócił do oktagonu na galę UFC 296 w Las Vegas, gdzie stoczył walkę z weteranem organizacji, Tonym Fergusonem. Zwyciężył przez jednogłośną decyzję sędziów. 
27 lipca 2024 podczas wydarzenia UFC 304 w Manchesterze, poddał duszeniem trójkątnym rękoma w pierwszej rundzie Bobby'ego Greena. Za swój występ został nagrodzony podwójnie, dzięki czemu otrzymał specjalny bonus w wysokości 200 tysięcy dolarów.
12 kwietnia 2025 na gali UFC 314 w Miami, zmierzył się z byłym trzykrotnym mistrzem świata Bellator oraz byłym pretendentem do tytułu mistrza UFC, Michaelem Chandlerem w pięciorundowej walce wieczoru. Pimblett zwyciężył w trzeciej rundzie przez techniczny nokaut, zasypując Amerykanina ciosami i łokciami w parterze.

## Życie prywatne
Pimblett poślubił swoją wieloletnią dziewczynę Laurę Gregory 28 maja 2023 r. w zamku Peckforton w hrabstwie Cheshire. W listopadzie tego samego roku para ogłosiła, że spodziewa się bliźniaków.
Jest bliskim przyjacielem zawodniczki sztuk walki Molly McCann.
Określa się jako socjalista i przeciwnik brytyjskiej Partii Konserwatywnej. Popierał bojkot gazety The Sun.
Powiedział, że jego charakterystyczne, miękkie włosy i brak tatuaży pozwalają dzieciom identyfikować się z nim w sposób, który nie byłby dla nich możliwy, gdyby był „dużym, twardym facetem z mnóstwem tatuaży”. Jest kibicem Liverpool FC.
Ma tendencję do przybierania na wadze między walkami, często ważąc około 91 kg. Prezydent UFC, Dana White, powiedział, że wahania wagi Pimbletta zaszkodziły zarówno zawodnikowi, jak i jego promocji.

## Osiągnięcia

### Mieszane sztuki walki
- Full Contact Contender
  - 2015: Mistrz Full Contact Contender w wadze piórkowej
- Cage Warriors
  - 2016-2017: Mistrz Cage Warriors w wadze piórkowej[3]
- World MMA Awards
  - 2022: Przełomowy zawodnik roku[41]

## Lista zawodowych walk MMA
| Wynik     | Bilans | Przeciwnik (bilans przed walką) | Rozstrzygnięcie                               | Runda | Czas | Rozgrywki                             | Data       | Miejsce    | Uwagi                                                                        |
| --------- | ------ | ------------------------------- | --------------------------------------------- | ----- | ---- | ------------------------------------- | ---------- | ---------- | ---------------------------------------------------------------------------- |
| Wygrana   | 23-3   | Michael Chandler (23-9)         | TKO (łokcie i ciosy pięściami w parterze)     | 3     | 3:07 | UFC 314                               | 12.04.2025 | Miami      | Co-Main Event                                                                |
| Wygrana   | 22-3   | Bobby Green (32-15-1. 1 NC)     | Poddanie (duszenie trójkątne rękoma)          | 1     | 3:22 | UFC 304                               | 27.07.2024 | Manchester | Bonus za występ wieczoru.                                                    |
| Wygrana   | 21-3   | Tony Ferguson (25-9)            | Decyzja (jednogłośna)                         | 3     | 5:00 | UFC 296                               | 16.12.2023 | Las Vegas  |                                                                              |
| Wygrana   | 20-3   | Jared Gordon (19-5)             | Decyzja (jednogłośna)                         | 3     | 5:00 | UFC 282                               | 10.12.2022 | Las Vegas  | Co-Main Event                                                                |
| Wygrana   | 19-3   | Jordan Leavitt (10-1)           | Poddanie (duszenie zza pleców)                | 2     | 2:46 | UFC Fight Night: Aspinall vs. Blaydes | 23.07.2022 | Londyn     | Bonus za występ wieczoru.                                                    |
| Wygrana   | 18-3   | Rodrigo Vargas (12-4)           | Poddanie (duszenie zza pleców)                | 1     | 3:50 | UFC Fight Night: Volkov vs. Aspinall  | 19.03.2022 | Londyn     | Bonus za występ wieczoru.                                                    |
| Wygrana   | 17-3   | Luigi Vendramini (9-2)          | KO (ciosy)                                    | 1     | 4:25 | UFC Fight Night: Brunson vs. Till     | 04.09.2021 | Las Vegas  | Debiut w UFC. Bonus za występ wieczoru.                                      |
| Wygrana   | 16-3   | Davide Martinez (8-2)           | Poddanie (duszenie zza pleców)                | 1     | 1:37 | Cage Warriors 122                     | 20.03.2021 | Londyn     | Co-Main Event                                                                |
| Wygrana   | 15-3   | Decky Dalton (12-4)             | TKO (ciosy pięściami w parterze)              | 1     | 2:51 | Cage Warriors 113                     | 20.03.2020 | Manchester |                                                                              |
| Przegrana | 14-3   | Soren Bak (11-1)                | Decyzja (jednogłośna)                         | 5     | 5:00 | Cage Warriors 96                      | 01.09.2018 | Liverpool  | Pojedynek pas mistrzowski Cage Warriors w wadze lekkiej. Main Event          |
| Wygrana   | 14-2   | Alexis Savvidis (16-7-1)        | Poddanie (latające duszenie trójkątne rękoma) | 2     | 0:53 | Cage Warriors 90                      | 24.02.2018 | Liverpool  | Debiut w kategorii lekkiej                                                   |
| Przegrana | 13-2   | Nad Narimani (9-2)              | Decyzja (jednogłośna)                         | 5     | 5:00 | Cage Warriors 82                      | 01.04.2017 | Liverpool  | Stracił pas mistrzowski Cage Warriors w wadze piórkowej. Main Event          |
| Wygrana   | 13-1   | Julian Erosa (12-1)             | Decyzja (jednogłośna)                         | 5     | 5:00 | Cage Warriors: Unplugged 1            | 12.11.2016 | Londyn     | Obronił pas mistrzowski Cage Warriors w wadze piórkowej. Co-Main Event       |
| Wygrana   | 12-1   | Johnny Frachey (18-10)          | TKO (ciosy pięściami w parterze)              | 1     | 1:35 | Cage Warriors 78                      | 10.09.2016 | Liverpool  | Zdobył pas mistrzowski Cage Warriors w wadze piórkowej. Co-Main Event        |
| Wygrana   | 11-1   | Teddy Violet (10-2)             | Poddanie (duszenie zza pleców)                | 2     | 2:28 | Cage Warriors 77                      | 08.07.2016 | Londyn     |                                                                              |
| Wygrana   | 10-1   | Ashleigh Grimshaw (16-9-1)      | Decyzja (jednogłośna)                         | 3     | 5:00 | Cage Warriors 75                      | 15.04.2016 | Londyn     | Co-Main Event                                                                |
| Wygrana   | 9-1    | Miguel Haro (8-5)               | Poddanie (duszenie zza pleców)                | 1     | 4:46 | Full Contact Contender 13             | 20.06.2015 | Manchester | Obronił pas mistrzowski Full Contact Contender w wadze piórkowej. Main Event |
| Wygrana   | 8-1    | Kevin Petshi (7-0)              | Poddanie (duszenie zza pleców)                | 2     | 1:56 | Full Contact Contender 12             | 28.03.2015 | Manchester | Zdobył pas mistrzowski Full Contact Contender w wadze piórkowej. Main Event  |
| Wygrana   | 7-1    | Stephen Martin (2-2)            | TKO (przerwanie przez lekarza)                | 1     | 5:00 | Cage Warriors 73                      | 01.11.2014 | Newcastle  | Debiut w wadze piórkowej.                                                    |
| Wygrana   | 6-1    | Conrad Hayes (5-2)              | Decyzja (jednogłośna)                         | 3     | 5:00 | Cage Warriors 68                      | 03.05.2014 | Liverpool  | Pimblett nie zrobił wagi. Limit umowny -64 kg.                               |
| Wygrana   | 5-1    | Martin Sheridan (7-4)           | Decyzja (jednogłośna)                         | 3     | 5:00 | Cage Warriors 65                      | 01.03.2014 | Dublin     | Pimblett nie zrobił wagi. Limit umowny -62 kg.                               |
| Przegrana | 4-1    | Cameron Else (1-1)              | Poddanie (duszenie anaconda)                  | 1     | 0:35 | Cage Warriors 60                      | 05.10.2013 | Londyn     |                                                                              |
| Wygrana   | 4-0    | Florian Calin (2-0)             | Decyzja (jednogłośna)                         | 3     | 5:00 | Cage Warriors 56                      | 06.07.2013 | Londyn     | Debiut w Cage Warriors.                                                      |
| Wygrana   | 3-0    | Jack Drabble (0-0)              | TKO (ciosy pięściami)                         | 1     | 0:21 | OMMAC 17: High Octane                 | 01.06.2013 | Londyn     |                                                                              |
| Wygrana   | 2-0    | Dougie Scott (0-1)              | Poddanie (latające duszenie trójkątne rękoma) | 1     | 2:09 | Cage Contender Fight Stars            | 01.12.2012 | Liverpool  |                                                                              |
| Wygrana   | 1-0    | Nathan Thompson (4-33)          | TKO (poddanie po ciosach pięściami)           | 1     | 1:51 | OMMAC 15: Legacy                      | 16.10.2012 | Liverpool  | Debiut w wadze koguciej.                                                     |